# Rue du Gros-Gérard
La rue du Gros-Gérard est une rue de la commune de Lille, dans le département du Nord.

## Situation et accès
La rue relie la rue Léonard-Danel à la rue de la Barre.
La cour du Beau Bouquet  débouchait sur la rue du Gros-Gérard entre les numéros 14 et 16. Les accès de cette ancienne courée qui aboutissait rue Sainte-Catherine sont condamnés.

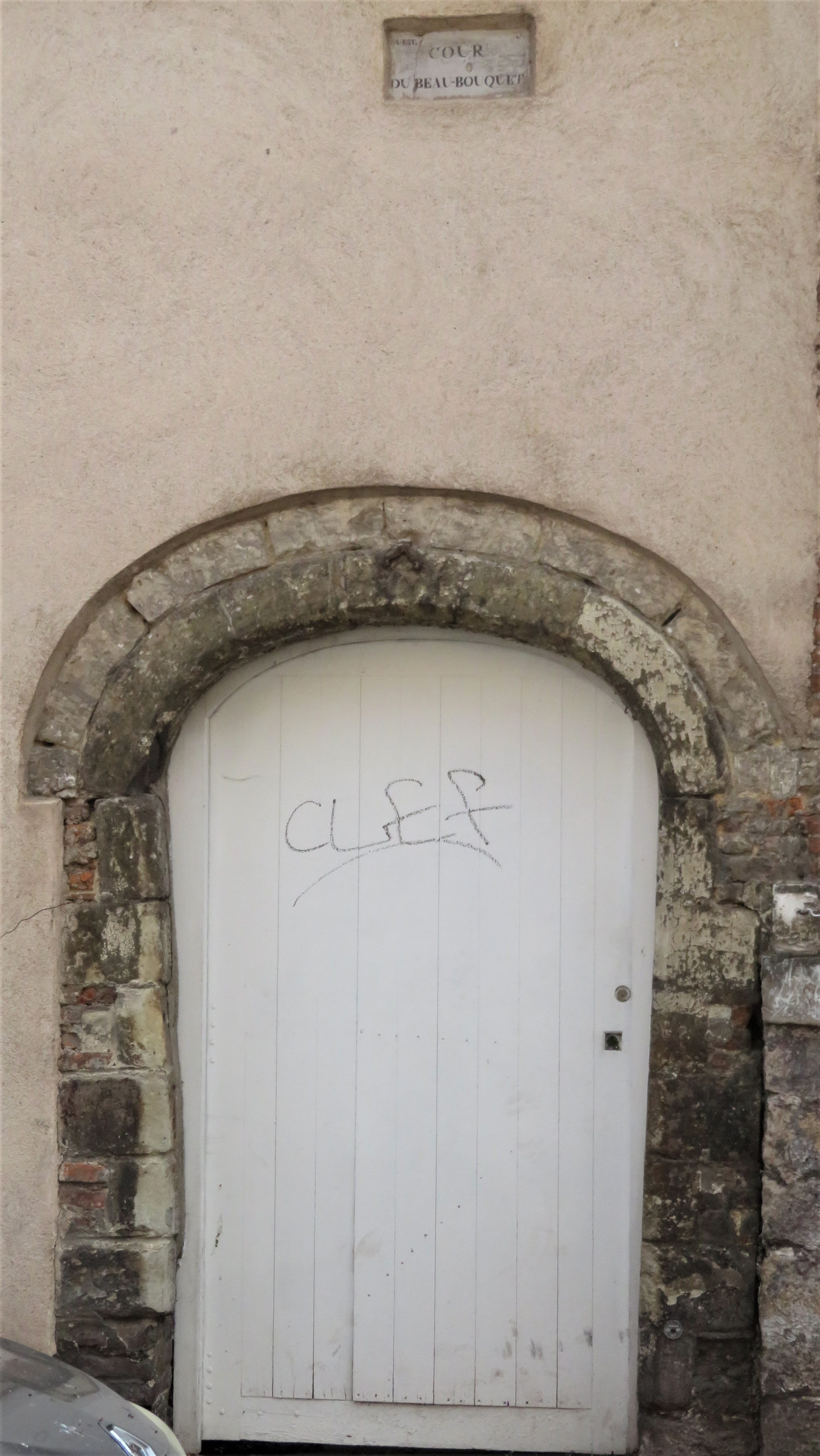
Entrée de la cour du beau bouquet
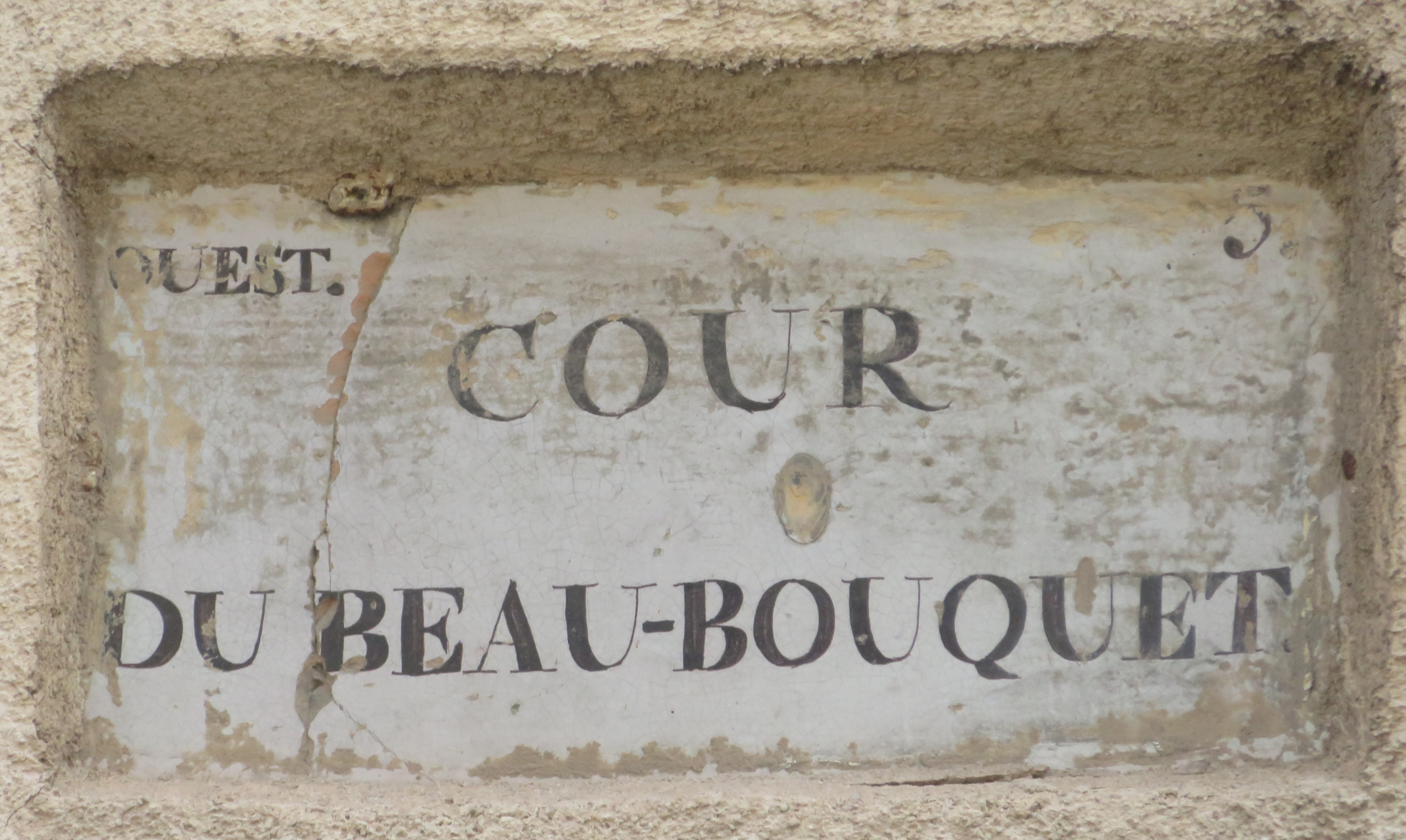
Plaque avec indication du 5ème arrondissement de la ville au cours de la première moitié du XIXe siècle

## Origine du nom
L’historien de Lille, Victor Derode ignore la signification du nom de la rue. Il mentionne que, sur des plans de 1671, elle est appelée rue de l'Esplanade.

## Historique

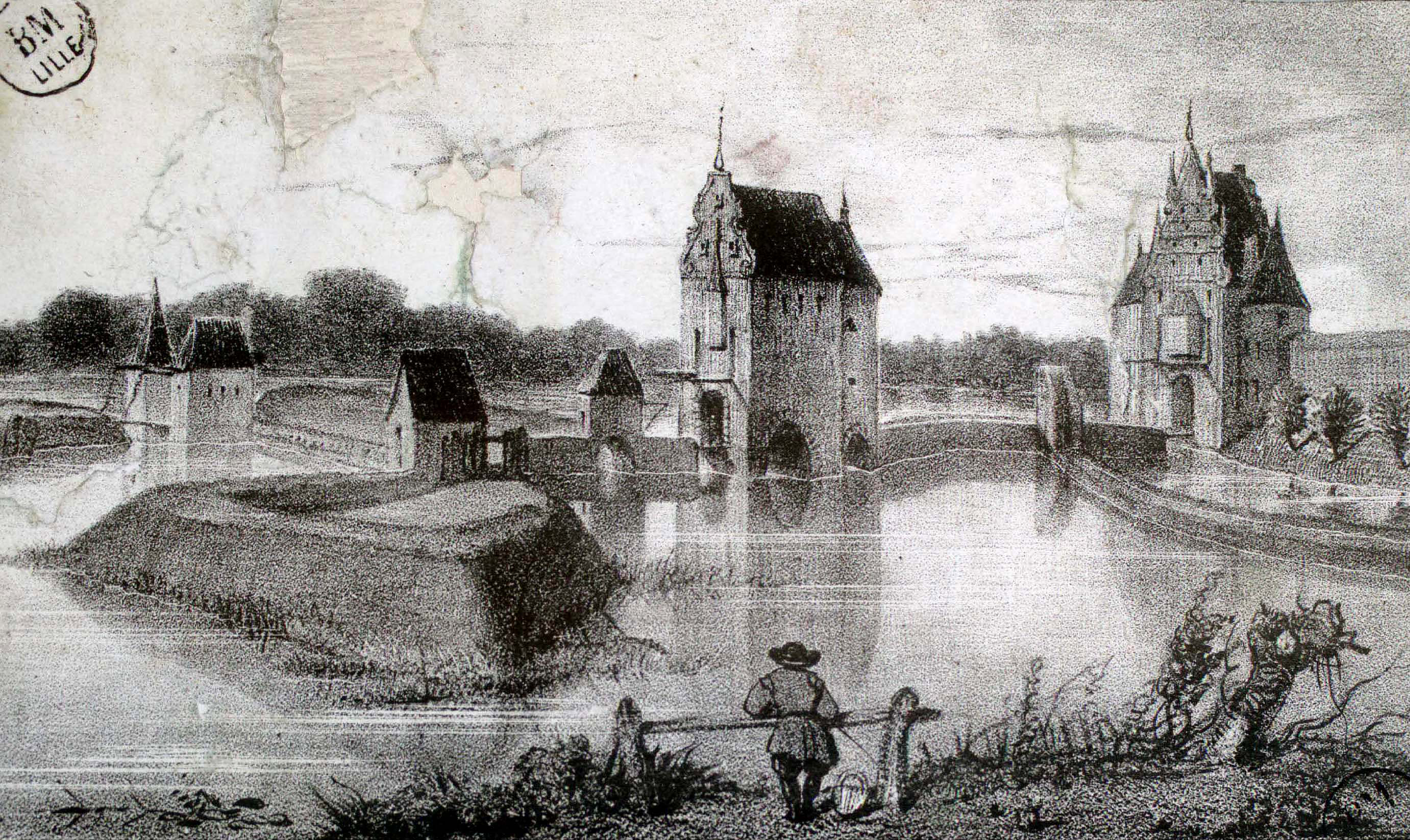
Ancienne porte de la Barre et les fossés de remparts avant l'agrandissement de 1670

La rue du Gros-Gérard est ouverte lors de l’agrandissement de la ville en 1670 vers la Citadelle suivant la conquête de Lille par Louis XIV, à l’emplacement de la partie sud de l’ancien rempart construit lors du troisième  agrandissement de la ville vers 1370 englobant l’ancien faubourg de Weppes (quartier autour de l'église Sainte-Catherine) et de l’ancienne porte de la Barre reconstruite plus au sud. Le roi abandonnait aux adjudicataires des terrains de la rue les matériaux des tours et remparts détruits, à l’exception des grès.

## Bâtiments remarquables et lieux de mémoire
La rue du Gros-Gérard est essentiellement résidentielle. La circulation sur une voie à sens unique bordée de deux étroits trottoirs est très modérée.
Elle est bordée de deux petits anciens hôtels particuliers, de deux « maisons de second rang » construites vers 1700 lors de l’agrandissement de la ville, telles qu’il en existe dans les rues avoisinantes, à « frontispice » réglé  par les architectes du roi afin d’embellir le paysage des rues par la régularité des façades  (rez-de-chaussée à soubassement de grès, baies du rez-de-chaussée et étage entourées de cordons de pierre), celles-ci quelque peu dénaturées et de maisons du XIXe siècle.
Plusieurs maisons ont été détruites, au numéro 12 pour agrandir la cour de l’école primaire Edouard-Branly dont l’entrée est située rue de la Barre, aux numéros 3 à 9 pour un parc de stationnement.

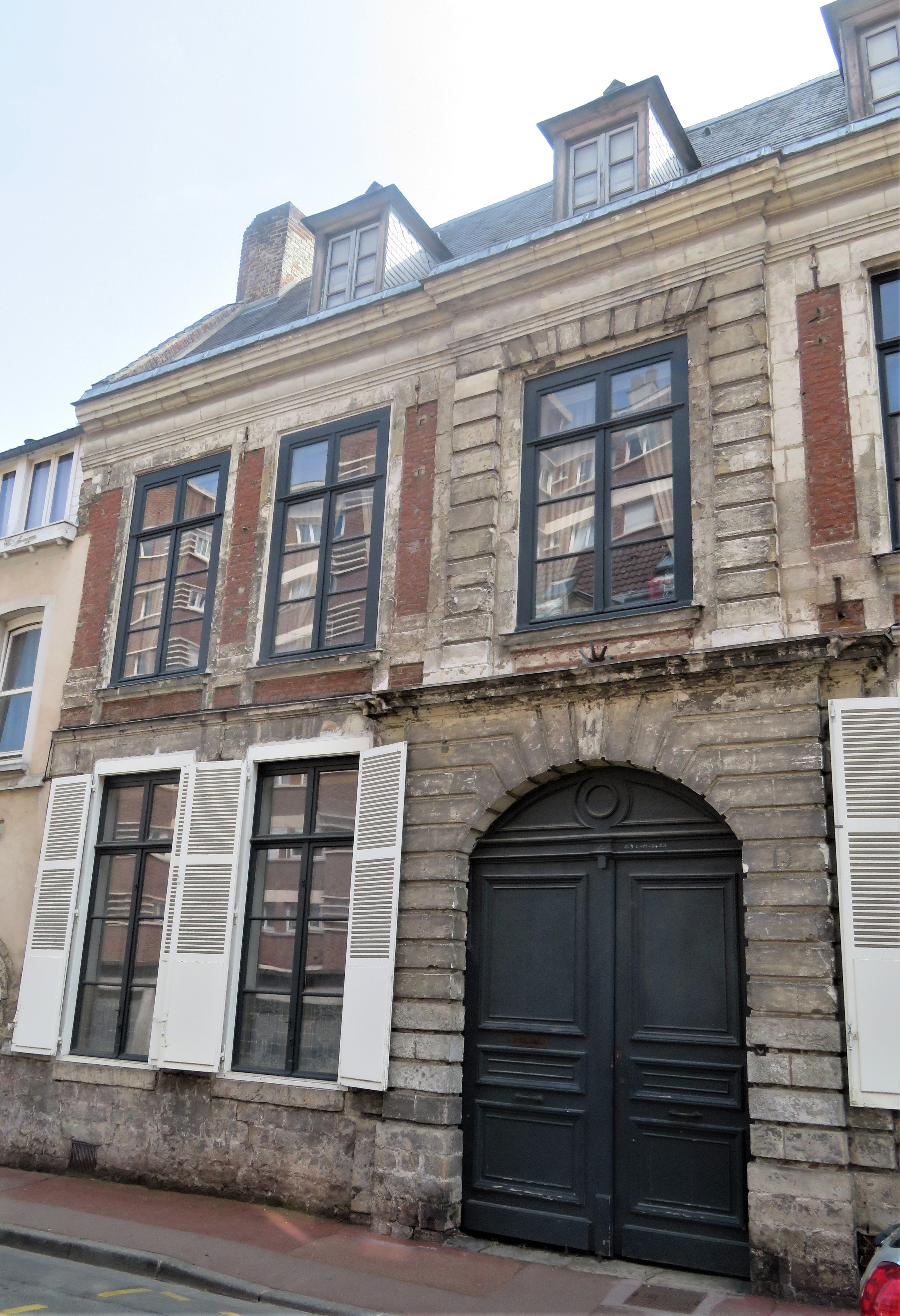
N° 14, ancien hôtel particulier
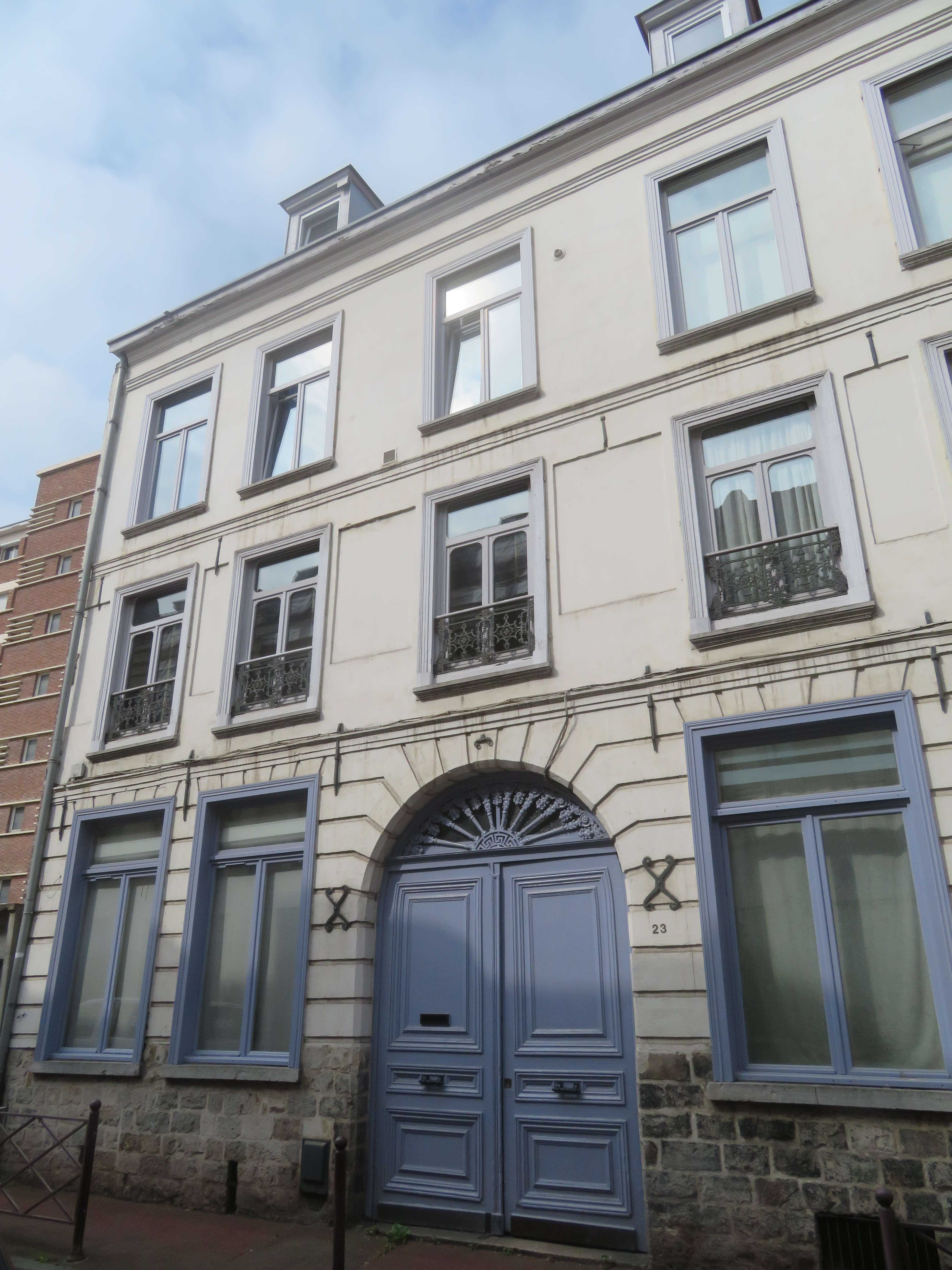
N° 23, ancien hôtel particulier
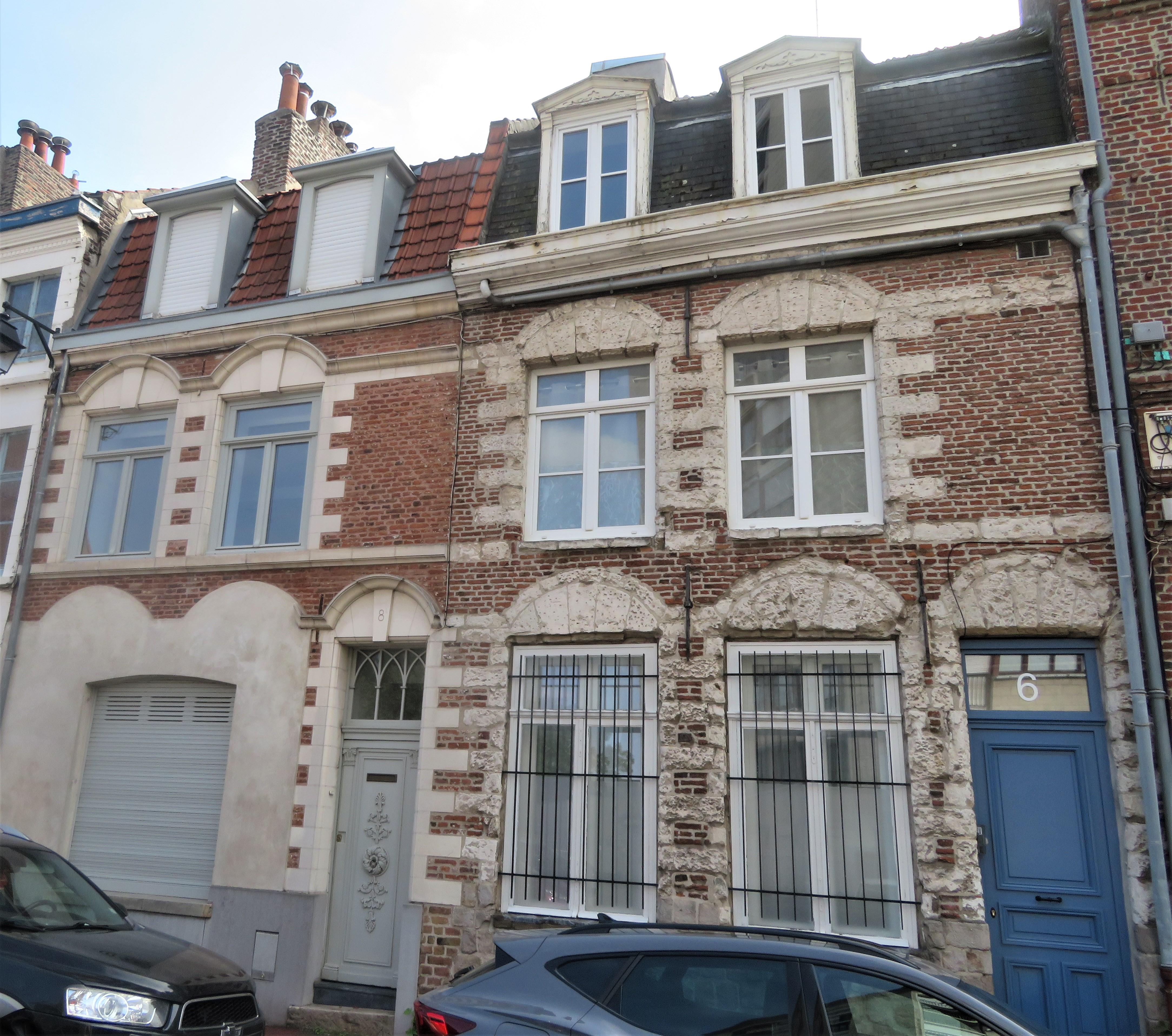
N° 6-8 maisons de second rang